# جمال أباد (علي أباد ملك)
جمال أباد (بالفارسية: جمال‌آباد) هي قرية تقع في إيران في قسم علي أباد ملك الريفي. يقدر عدد سكانها بـ 1,191 نسمة .